# Герб Мондіна-де-Башту
Ге́рб Монді́на-де-Ба́шту — офіційний символ містечка Мондін-де-Башту, Португалія. Використовується як територіальний герб. У срібному щиті червоне виноградне гроно з чорним листям, промальоване сріблом. У чорній облямівці вісім золотих бджіл. Щит увінчує срібна мурована містечкова корона з чотирма вежами.  Під щитом біла стрічка, на якій великими літерами напис португальською: «vila de Mondim de Basto» (містечко Мондін-де-Башту).  Офіційно затверджений 8 квітня 1936 року.  

## Галерея

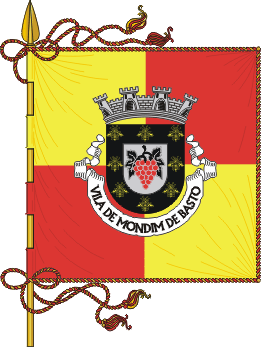
Прапор